# Viola Bauer
Viola Bauer (n. 13 decembrie 1976, Annaberg-Buchholz, Saxonia, Germania) este o schioară de fond ce a reprezentat Germania, medaliată olimpică. A participat la două ediții ale Jocurilor Olimpice (2002, 2006) în care a câștigat o medalie de aur, o medalie de argint și o medalie de bronz.